# میدزلند
میدزلند (به هلندی: Midsland) یک منطقهٔ مسکونی در هلند است که در ترسخلینگ واقع شده‌است. میدزلند ۱٬۰۱۸ نفر جمعیت دارد.